# Giuseppe Maria Buondelmonti
Giuseppe Maria Buondelmonti (né à Florence le 13 septembre 1713 et mort à Pise le 7 février 1757) est un poète, orateur et philosophe italien.

## Biographie
Giuseppe Maria Buondelmonti naquit à Florence, d’une famille noble, le 13 septembre 1713. Dès son enfance il apprit successivement les langues anciennes et plusieurs langues vivantes, les mathématiques, la philosophie. À peine âgé de dix-neuf ans, il fut transféré à l’Université de Pise, et la quitta bientôt pour entrer chez les Hospitaliers de l’ordre de Saint-Jean de Jérusalem, où il fut commandeur, mais non profès. Revenu à Florence vers 1736, il se perfectionna dans l’étude des langues française et anglaise.Il recherchait la société des savants, non-seulement de l’Italie, mais des pays étrangers, avec lesquels il entretenait une correspondance fort suivie. Il fut chargé de prononcer l’éloge funèbre du grand-duc de Toscane Jean-Gaston de Médicis, dernier rejeton de la maison de Médicis, dont les obsèques eurent lieu le 9 octobre 1757. Buondelmonti prononça l’oraison funèbre de l’empereur Charles VI le 16 janvier 1741. Il fut encore chargé de l’oraison funèbre d’Élisabeth-Charlotte d'Orléans, veuve du duc Léopold Ier de Lorraine , et mère de l’empereur François Ier : elle fut imprimée à Florence, 1745, in-4°. En 1741, Buondelmonti se rendit à Rome pour assister aux derniers moments d’un de ses oncles paternels. Après deux ans de séjour dans cette ville, il retourna à Florence, puis à Pise afin de soigner ses maladies. Il y mourut le 7 février 1757, âgé de 43 ans.

## Œuvres
Outre les oraisons funèbres dont il a été parlé, on a de lui :
- Lettera sopra la misura, ed il calcolo de’ piaceri e de’ dolori, insérée dans le recueil de dissertations publiées par Andrea Bonducci.
- Il Riccio rapito, traduction en prose de La Boucle de cheveux enlevée de Pope, qui fut ensuite mise en vers sciolti par le même Bonducci, et publiée à Florence en 1739, in-8°.
- Ragionamento sul diritto della guerra giusta, Florence, 1756, in-8°. Ce discours ayant été inséré d’une manière très-fautive dans le Magazzino Toscano, l’auteur jugea à propos de le faire réimprimer.
- Des poésies insérées dans divers recueils. Il a laissé des observations inédites sur plusieurs articles de l’Encyclopédie, et des éclaircissements sur un passage de l’Essai sur l'entendement humain par John Locke.